# Pettine liccio

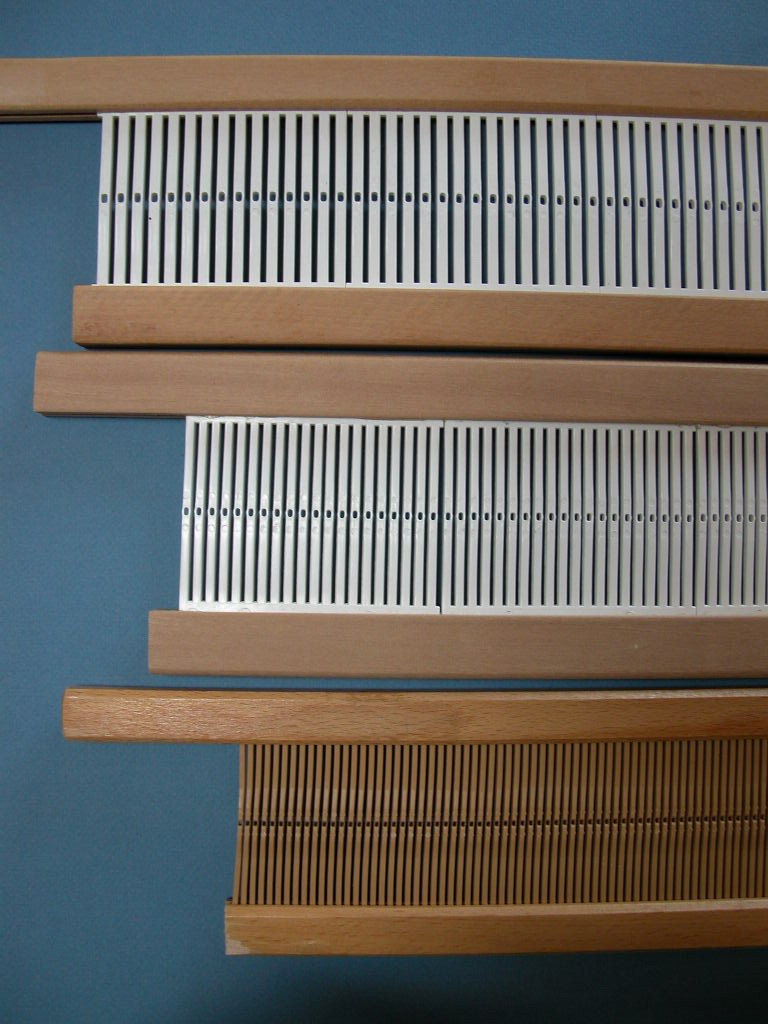
Pettini liccio con riduzione 3-4-6

Il pettine liccio è una parte di un particolare telaio per tessitura chiamato telaio a pettine liccio.
Questo tipo di telaio, che prende il nome dal tipo di pettine che utilizza, è un telaio che, per la iniziale semplicità di apprendimento d'uso e per la capacità produttiva, può essere considerato hobbystico. Può produrre tessuti con una larghezza che varia da 25 a 120 cm, ma che può raddoppiare se viene utilizzata la tecnica della tessitura al raddoppio. In confronto ai grandi telai tradizionali ha il vantaggio di essere di piccolo ingombro e leggero, facilmente trasportabile e di montaggio (armatura) relativamente semplice.

## Struttura
Il pettine liccio moderno è generalmente costruito in plastica e legno, ha una altezza di circa 10 cm e una larghezza che varia a seconda della dimensione del telaio su cui andrà montato. La banda centrale in plastica è forata con fessure e fori alternati, la cui frequenza calcolata per centimetro (o pollice) determina la compattezza del tessuto. La banda di plastica è contenuta tra due listelli in legno, leggermente eccedenti in larghezza, utilizzati per assicurare il pettine liccio al telaio, appoggiandolo alle apposite cave del porta pettine.
Questo tipo di pettine si è diffuso in tutta Europa recentemente, ma era usato tradizionalmente in varie zone europee ed in particolare dalla popolazione Sami per tessere le tradizionali bande; esso era realizzato in legno o corno di renna.

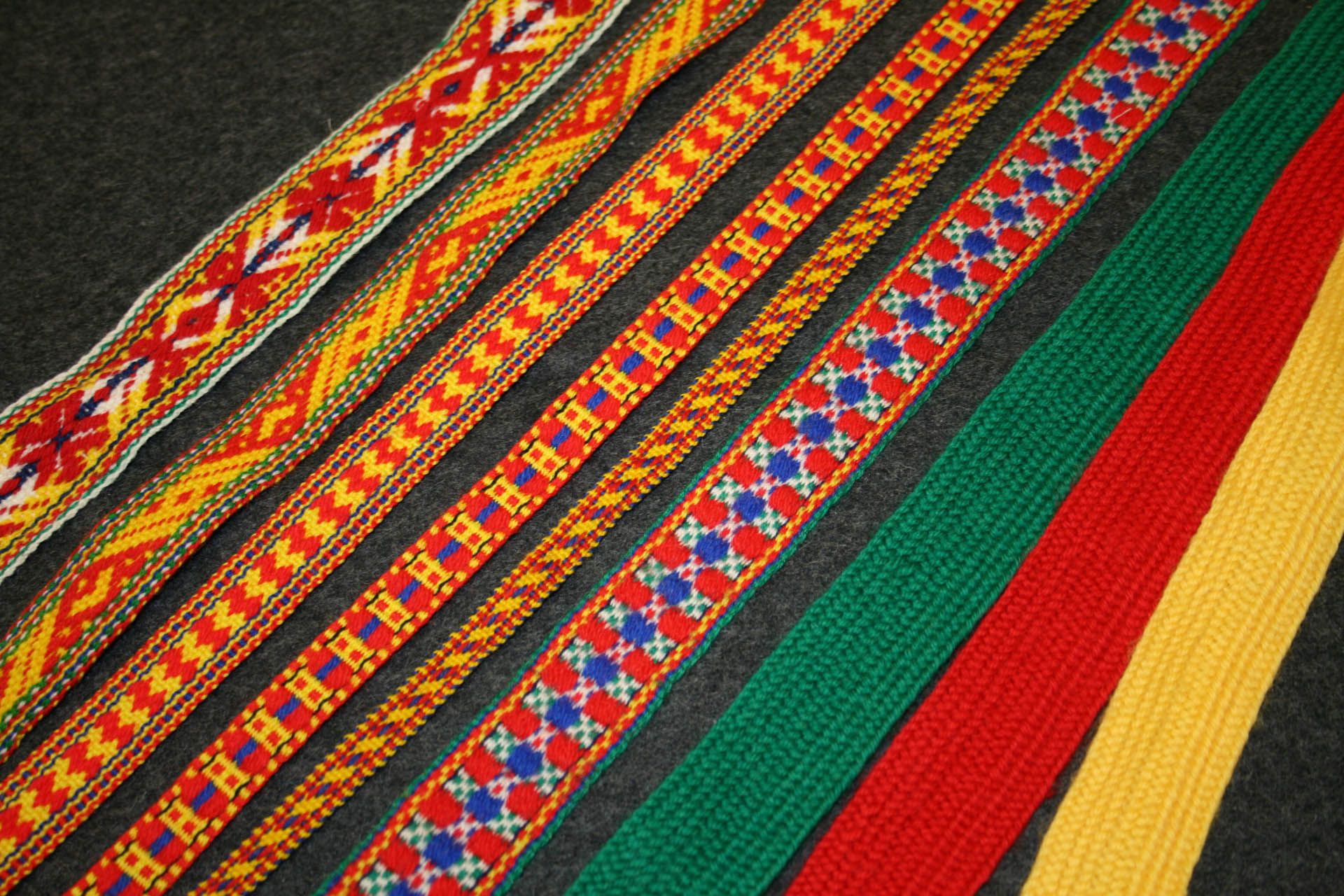
Tradizionali bande Sami tessute con pettine liccio

## Funzionamento
Svolge due funzioni che in altri telai richiedono l'uso di più pezzi.

### Apertura del passo
I fili dell'ordito, che sono arrotolati sul subbio posteriore, vengono fatti passare attraverso il pettine liccio, uno nella fessura, quello seguente nel foro, così di seguito per tutta la larghezza dell'ordito e legati al subbio anteriore. I fili inseriti nella fessura sono liberi, quando muovo il pettine liccio rimangono fermi, quelli nel foro sono obbligati a seguirne i movimenti, quando lo abbasso scendono quando lo alzo salgono.
Alzando il pettine liccio (si appoggia sulla cava superiore del portapettine) i fili di una serie (pari) si dividono, alzandosi, da quelli dell'altra serie (dispari), aprendo il passo, il varco attraverso il quale si inserisce il filo di trama. Al passaggio successivo, abbassando il pettine liccio, i fili della serie pari scendono determinando un incrocio che blocca il filo di trama tra le due serie.

### Battitura
Ad ogni inserimento del filo di trama il pettine liccio svolge la funzione di battitura, cioè avvicina il filo appena posto dalla navetta nel passo schiacciandolo contro quello precedente, per chiudere, compattare il tessuto.
Si può cambiare a seconda delle necessità di lavorazione in base alla dimensione (titolo) del filato e alle caratteristiche della tessitura.

## Riduzione
Il numero di fili al centimetro che il pettine contiene è detto riduzione, dato fondamentale per il calcolo dell'ordito.
Il pettine liccio più largo può avere riduzione 2 o 3, cioè contenere due o tre fili al centimetro, quelli più fitti 4 o 6.

## Curiosità
Il proverbio che dice tutti i nodi vengono al pettine non si riferisce ai nodi sui capelli ma a quelli sui fili di ordito, che quando vengono al pettine creano difficoltà al tessitore, con la rottura del filo quando il pettine batte. Infatti nell'orditura quando si devono giuntare due fili non si possono annodare nel mezzo dell'ordito, bisogna farlo ad un capo in modo che il tessitore non corra il rischio di ritrovarsi la sorpresa del nodo quando svolge l'ordito.